# كريمة (ممثلة)
كريمة (1934-2005)، وتعرف أيضاً بفاتنة المعادي، هي ممثلة مصرية مثلت عدداً قليلاً من الأفلام، لعل أشهرها هو حلاق السيدات أمام عبد السلام النابلسي.

## سيرتها
كانت ترغب في التمثيل بعد دراستها، لكن زواجها من طيار مدني أجل حلم التمثيل. أنجبت منه ثم طُلّقت، فصار بإمكان دخول عالم التمثيل، خصوصاً بعد حصولها على لقب ملكة جمال مصر عام 1955.
تزوجت في ديسمبر 1959 من الفنان محمد فوزي، وأنجبت منه ابنة، ثم اعتزلت التمثيل مقررةً التفرغ للعناية به حتى وفاته، ولم تتزوج بعده.

## قائمة الأفلام
1. إزاي أنساك (1956).
2. الملاك الصغير (1957).
3. أيامي السعيدة (1958).
4. ماليش غيرك (1958).
5. أنا بريئة (1959).
6. الغجرية (1960).
7. حلاق السيدات (1960).
8. حايجننوني (1960).

## وصلات خارجية
- كريمة على موقع الدهليز
- كريمة على موقع قاعدة بيانات الأفلام العربية

1. 1 2  صفحة كريمة على موقع السينما.com
2. ↑  قصة «فاتنة المعادي».. تعلمت التمريض لرعاية زوجها واستأجرت له المعجبات نسخة محفوظة 06 يوليو 2018 على موقع واي باك مشين.